# Lista över städer i Azerbajdzjan
Detta är en lista över städer i Azerbajdzjan.

## Städer i Azerbajdzjan
1. Absjeron (Abşeron)
2. Aghdam (Ağdam)
3. Aghdasj (Ağdaş)
4. Aghstafa (Ağstafa)
5. Aghsu (Ağsu)
6. Aghdzjabädi (Ağcabədi)
7. Astara (Astara)
8. Baku (Bakı)
9. Balakän (Balakən)
10. Bärdä (Bərdə)
11. Bejläqan (Beyləqan)
12. Biläsuvar (Biləsuvar)
13. Chankändi (Xankəndi)
14. Chatjmaz (Xaçmaz)
15. Chodzjaly (Xocalı)
16. Chodzjavänd (Xocavənd)
17. Chyzy (Xızı)
18. Dasjkäsän (Daşkəsən)
19. Dzjäbrajyl (Cəbrayıl)
20. Dzjälilabad (Cəlilabad)
21. Dävätji (Dəvəçi)
22. Füzuli (Füzuli)
23. Gabala (Qəbələ)
24. Gädäbäj (Gədəbəy)
25. Ganja (Gəncə)
26. Goranboj (Goranboy)
27. Göjtsaj (Göyçay)
28. Göjgöl (Göygöl)
29. Hacıqabul (Hacıqabul)
30. Imisjli (İmişli)
31. Ismajylly (İsmayıllı)
32. Kälbädzjär (Kəlbəcər)
33. Kürdämir (Kürdämir)
34. Latjyn (Laçın)
35. Länkäran (Lənkəran)
36. Lerik (Lerik)
37. Masally (Masallı)
38. Mingäçevir (Mingəçevir)
39. Naftalan (Naftalan)
40. Nefttjala (Neftçala)
41. Oghuz (Oğuz)
42. Qach (Qax)
43. Qazach (Qazax)
44. Qobustan (Qobustan)
45. Quba (Quba)
46. Qubadli (Qubadlı)
47. Qusar (Qusar)
48. Saatli (Saatlı)
49. Sabirabad (Sabirabad)
50. Samachi (Şamaxı)
51. Samuch (Samux)
52. Sijäzän (Siyəzən)
53. Şäki (Şəki)
54. Sjämkir (Şəmkir)
55. Sjirvan (Şirvan)
56. Sjusja (Şuşa)
57. Salyan
58. Sumgait (Sumqayıt)
59. Tärtär (Tərtər)
60. Tovuz (Tovuz)
61. Udzjar (Ucar)
62. Jardymly (Yardımlı)
63. Yevlax
64. Zängilan (Zəngilan)
65. Zaqatala (Zaqatala)
66. Zärdab (Zərdab)
67. Altıağac (Altıağac)
68. Buzovna (Buzovna)
69. Qovlar (Qovlar)
70. Hövsan (Hövsan)
71. Lökbatan (Lökbatan)
72. Mərdəkan (Mərdəkan)
73. Nardaran (Nardaran)
74. Novxanı (Novxanı)
75. Rəsulzadə (Rəsulzadə)
76. Xudat (Xudat)
77. Zirə (Zirə)
78. Türkan (Türkan)
79. Pirallahı (Pirallahı)
80. Bilgəh (Bilgəh)
81. Sabunçu (Sabunçu)
82. Suraxanı (Suraxanı)
83. Şüvəlan (Şüvəlan)
84. Güzdək (Güzdək)
85. Maştağa (Maştağa)
86. Gənclik (Gənclik)
87. Binaqədi (Binaqədi)
88. Xocəsən (Xocəsən)
89. Ələt (Ələt)

### Städer iNachitjevan
1. Babäk (Babək)
2. Djulfa (Julfa)
3. Kängärli (Kəngərli)
4. Nachitjevan (Naxçıvan)
5. Ordubad (Ordubad)
6. Sädäräk (Sədərək)
7. Sjahbuz (Şahbuz)
8. Sjärur (Şərur)
9. Nehrəm (Nehrəm)
10. Yaycı (Yaycı)
11. Qaraçuq (Qaraçuq)
12. Tumbul (Tumbul)
13. Qahab (Qahab)
14. Xalxal (Xalxal)
15. Kükü (Kükü)
16. Nəhəcir (Nəhəcir)
17. Bist (Bist)

## Största städerna i Azerbajdzjan
Detta är en lista över de största städerna i Azerbajdzjan, enligt befolkning år 2018.

| Nr | Namn på azerbajdzjanska | Namn på svenska | Invånarantal | Bild | Läge                                          |
| -- | ----------------------- | --------------- | ------------ | ---- | --------------------------------------------- |
| 1  | Bakı                    | Baku            | 2 277 500    |      | 40°23′43″N 49°52′56″Ö / 40.39528°N 49.88222°Ö |
| 2  | Sumqayıt                | Sumgait         | 343 100      |      | 40°35′13″N 49°40′11″Ö / 40.58694°N 49.66972°Ö |
| 3  | Gəncə                   | Ganja           | 332 600      |      | 40°40′58″N 46°21′38″Ö / 40.68278°N 46.36056°Ö |
| 4  | Lənkəran                | Länkäran        | 226 900      |      | 38°45′13″N 48°51′4″Ö / 38.75361°N 48.85111°Ö  |
| 5  | Mingəçevir              | Mingäçevir      | 104 500      |      | 40°46′12″N 47°2′56″Ö / 40.77000°N 47.04889°Ö  |
| 6  | Naxçıvan                | Nachitjevan     | 93 700       |      | 39°12′32″N 45°24′44″Ö / 39.20889°N 45.41222°Ö |
| 7  | Şirvan                  | Şirvan          | 85 800       |      | 39°55′55″N 48°55′13″Ö / 39.93194°N 48.92028°Ö |
| 8  | Şəki                    | Şäki            | 65 100       |      | 41°11′31″N 47°10′14″Ö / 41.19194°N 47.17056°Ö |
| 9  | Yevlax                  | Yevlax          | 61 200       |      | 40°37′2″N 47°9′0″Ö / 40.61722°N 47.15000°Ö    |